# Правоохранительные органы Катара

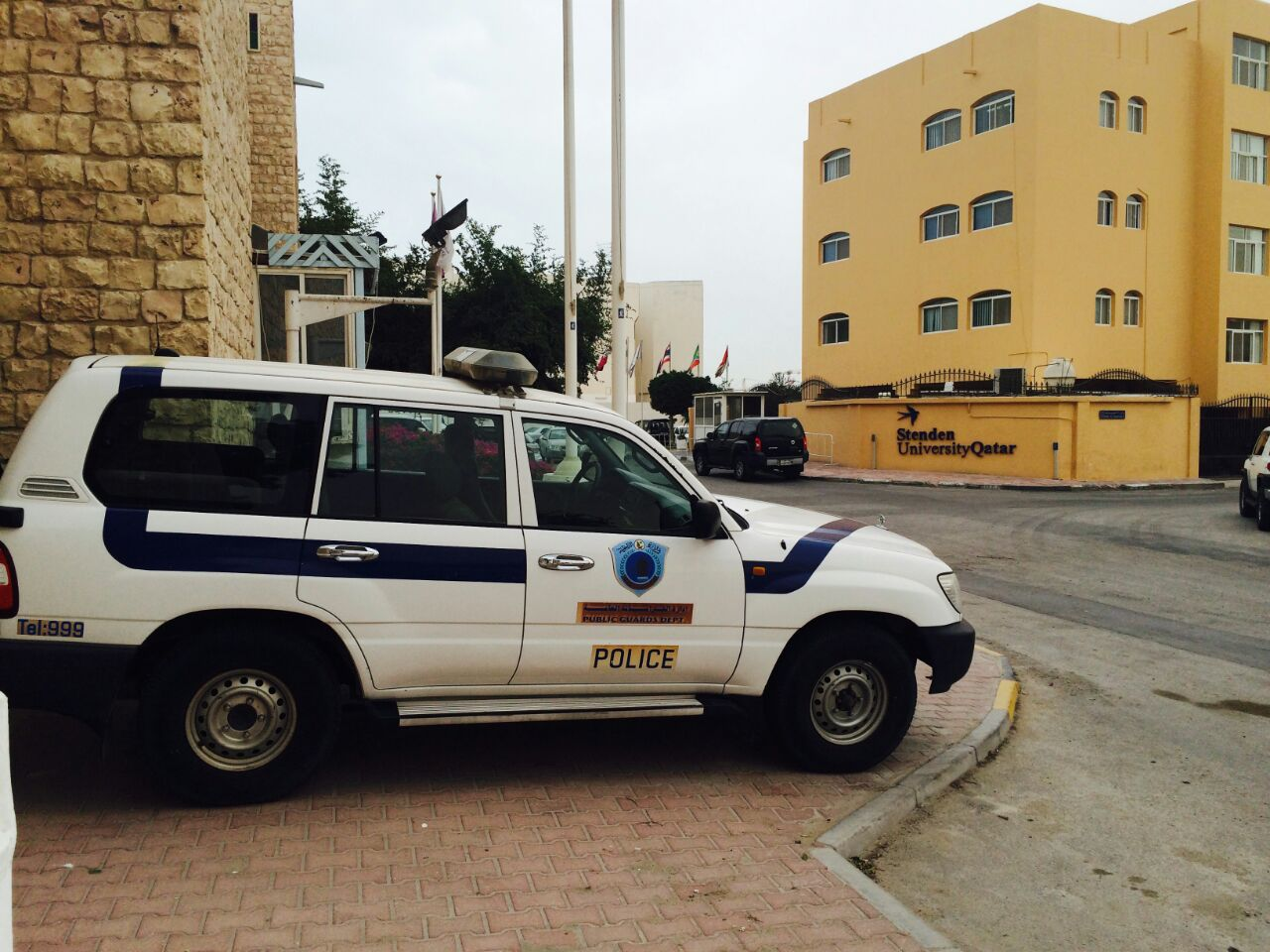
Катарский полицейский автомобиль

Правоохранительные органы Катара находится под контролем Министерства внутренних дел Катара, которое управляет полицейскими силами государства Катар. На службу в полицию принимаются как и мужчины, так и женщины. Перед тем, как вступить в должность полицейского, сотрудники должны пройти обучение в полицейской академии.

## История
Первое полицейское формирование в Катаре было сформировано в сентябре 1949 года и называлось «Дисциплинарная полиция». В обязанности сотрудников входило управление движением и правоохранительная деятельность. В ответ на массовые протесты в стране, которые вспыхнули в Катаре в 1956 году, тогдашний эмир Али бин Абдуллах Аль Тани начал активно инвестировать деньги в полицейские силы. В результате в 1950-х годах был построен новый полицейский штаб.